# Trabajo sucio
Trabajo sucio es una película de comedia dominicana de 2018 dirigida por David Pagan Mariñez (en su debut como director) y escrita por Jose Ramon Alama. Protagonizada por Cheddy García, Nashla Bogaert, Frank Perozo, Kenny Grullón, Jonathan Abreu, Carol Acosta, El Mayor Clásico, Yasser Michelén, Ovandy Camilo, Ana María Arias y Vicente Santos.

## Sinopsis
Un grupo de empleados del hogar se encuentran cansados del trato recibido en la casa de los Pérez. Un día descubren una gran suma de dinero que despertará la codicia y la venganza de todos.

## Reparto
Los actores que participaron en esta película son:
- Nashla Bogaert como Claribel
- Frank Perozo como Benito
- Cheddy García como Josefina
- Kenny Grullón como Sr. Pérez
- Jonathan Abreu como Napoleón
- Carol Acosta como Carmelina
- El Mayor Clásico como Tito
- Yasser Michelén como Rober
- Ovandy Camilo como Pepe
- Ana María Arias como Tata
- Vicente Santos como Ramón
- Victor Baujour como Vitilla
- Carlos Montesquieu como Detective
- Verónica Varela como Vero
- Sarodj Bertin como Chica piscina
- Carasaf Sanchez como Delivery
- Ernesto Fadul como Él mismo
- Alfonso Rodríguez como Él mismo

## Lanzamiento
Se estrenó el 30 de agosto de 2018 en cines dominicanos, para luego estrenarse el 20 de septiembre de 2018 en cines puertorriqueños. Se estrenó el 26 de octubre de 2018 en cines estadounidenses.

## Premios y nominaciones
| Año  | Premio / Festival | Categoría                | Recipiente                      | Resultado | Ref.         |
| ---- | ----------------- | ------------------------ | ------------------------------- | --------- | ------------ |
| 2019 | Premios La Silla  | Mejor comedia            | David Pagán                     | Nominado  | [ 9 ] [ 10 ] |
| 2019 | Premios La Silla  | Mejor actor secundario   | Yasser Michelén                 | Ganador   | [ 9 ] [ 10 ] |
| 2019 | Premios La Silla  | Mejor actriz secundaria  | Cheddy García                   | Nominada  | [ 9 ] [ 10 ] |
| 2019 | Premios La Silla  | Mejor vestuario          | Ana María Andrikson             | Nominada  | [ 9 ] [ 10 ] |
| 2019 | Premios La Silla  | Mejores efectos visuales | José Delio Ares & Jorge Morillo | Nominados | [ 9 ] [ 10 ] |